# Cassadaga
Cassadaga är det amerikanska bandet Bright Eyes sjunde album. Albumet släpptes 10 april 2007. 25 – 30 sångar spelades in 2006 varav 13 återfinns på det slutliga albumet. Cassadaga klättrade till #4 på Billboard 200 med 58.000 sålda exemplar första veckan.
Skivans namn härrör från staden Cassadaga i Florida.

## Låtlista
1. "Clairaudients (Kill or Be Killed)" – 6:08
2. "Four Winds" – 4:16
3. "If the Brakeman Turns My Way" (Conor Oberst / Jason Boesel) – 4:53
4. "Hot Knives" – 4:13
5. "Make a Plan to Love Me" – 4:14
6. "Soul Singer in a Session Band" – 4:14
7. "Classic Cars" – 4:19
8. "Middleman" – 4:49
9. "Cleanse Song" – 3:28
10. "No One Would Riot for Less" – 5:12
11. "Coat Check Dream Song" (Conor Oberst / Nate Walcott) – 4:10
12. "I Must Belong Somewhere" – 6:19
13. "Lime Tree" – 5:53

(Alla låtar skrivna av Conor Oberst om inget annat angetts)

## Medverkande
Bright Eyes
- Conor Oberst – sång, gitarr, piano, synthesizer
- Mike Mogis – gitarr, basgitarr, pedal steel guitar, sång, lap steel guitar, mandolin, dobro, percussion, vibrafon, 12-strängad gitarr, baryton, ukulele, glockenspiel
- Nate Walcott – orgel, piano

Bidragande musiker
- M. Ward – gitarr, sång
- Janet Weiss – trummor
- Clark Baechle – percussion
- Stacy DuPree – sång
- Sherri DuPree – sång
- Z Berg – sång
- Rachael Yamagata – sång
- Hassan Lemtouni – sång
- Chris MacDonald – sång
- Suzie Katayama – dirigent
- Bill Meyers – dirigent
- Dan McCarthy – basgitarr
- Jason Boesel – trummor, sång
- Anton Patzner – violin
- Maria Taylor – sång, trummor
- Andy LeMaster – sång
- David Rawlings – gitarr
- Tim Luntzel – basgitarr
- Gillian Welch – sång
- Ted Stevens – sång
- Sean Foley – sång
- John McEntire – percussion, elektronik
- Michael Zerang – percussion
- Jonathan Crawford – percussion
- Dan Bitney – percussion
- Dan Fliegel – percussion
- David Moyer – basklarinett
- Brian Walsh – klarinett, basklarinett
- Shane Aspegren – trummor, percussion
- Sarah Wass – flöjt
- Myka Miller – oboe
- Stefanie Drootin – basgitarr
- Jake Bellows – sång